# Сіджильмаський емірат
Сіджильмаський емірат  — ранньосередньовічна берберська держава в Далекому Магрибі. Утворилася 977 року як частина Кордовського халіфату після повалення Сіджильмаського імамату. 1012 року внаслідок занепаду халіфату здобуває незалежність. Вів тривалі війни з сусідами за панування в далекому Магрибі. 1053 року підкорено Альморавідами.

## Історія
З середини X ст. маграви, плем'я з берберської конфедерації зената, перейшли на службу до кордовських халіфів. Вони брали участь у походах проти Фатімідського халіфату. 977 року Хазрун ібн Фалфел ібн Хазар, вождь південних магравів, за підтримки хаджиба Аль-Мансура виступив проти сіджильмаського імамату, де правили Мідрариди, що були суфритами, а отже супротивниками сунітів з Кордови. Водночас на Сіджильмасу претендували Фатіміди, які з початку 900-х років здобули там чималий вплив. Для запобіганню цьому було здійснено похід, внаслідок чого маграви захопили Сіджильмасу й ліквідували імамат.
Хазрун отримав титул еміра та визнав владу Кордовського халіфату. Відтоді в Сіджильмаському еміраті запанувала династія Хазрунидів. Наступник Хазруна — Ванудін — мусив боротися проти Зірідів, васалів Фатімідів, які 979 року захопили Сіджильмасу. Втім за допомоги Аль-Мансура 980 року відновлений на троні.
У 995—999 роках в емірів Сіджильмаси виникло напруження з Аль-Мансуром, внаслідок чого не один раз Хазрунідів позбавляли влади. Зрештою вдалося замиритися з Кордовою.
1012 року після початку розпаду Кордовського халіфату емір Ванудін оголосив про свою незалежність. За цим розпочав кампанії з розширення володінь, підкоривши спочатку область Драа. 1016 році починаються війни з Феським еміратом. 1017 року вдалося у нього відібрати область суфруй в долині річки Мулуя. Згодом сіджильмський емірат вів успішні війни проти Фесу, але підкорити його повністю не зміг.
З середини 1040-х років починаються війни з Альморавідами на чолі з Абдаллахом ібн Ясіном. 1053 року емір Масуд зазнав поразки й загинув, а його володіння увійшли до Держави Альморавідів. Втім Хазруніди до 1063 року продовжували боротьбу в області Суфруй, а остаточно переможені в долині Мулуя були лише у 1071 році.

## Еміри
- Хазрун ібн Фалфул (977—979)
- Ванудіе ібн Хазрун (979), вперше
- підкорено Зірідами
- Ванудіе ібн Хазрун (980—997), вдруге
- Хамуд ібн Ясал (997—999)
- Ванудіе ібн Хазрун (999—1020), втретє
- Масуд ібн Ванудін (1020—1053)